# アルバニア・モバイルコミュニケーションズ
アルバニア・モバイルコミュニケーションズ（Albanian Mobile Communications, AMC）は、アルバニアの携帯電話事業を営む会社。

## 概要
1996年3月開業。ティラナに本社をおく。2000年にギリシアの携帯電話会社コスモート（Cosmote）の傘下の企業であるコスモホールンディング・アルバニア・S.Aが8560万ドルでアルバニア・モバイルコミュニケーションズの株式の85%を取得、子会社化した。